# 阔嘴鸟科
阔嘴鸟科（学名：Eurylaimidae）是鸟纲雀形目中的一个科，它有八个属和14个种。
阔嘴鸟科的鸟类生活在非洲、南亚和东南亚的森林中，它们长约14至28厘米，身体比较臃肿，拥有很有力的、比较宽的喙，很短的腿和尾羽。大多数种的尾呈圆形，仅长尾阔嘴鸟（Psarisomus dalhousiae）例外。
大多数这些鸟拥有华丽的羽毛，从外观上两性无法区分。它们的食物包括果子、种子、昆虫和其它无脊椎动物。它们的巢往往挂在伸到水上的树枝上，一般呈梨形。
与其它雀形目鸟类不同的是阔嘴鸟科的鸟类有15根颈椎，而其它雀形目鸟类则只有14根。此外阔嘴鸟科鸟类拥有特殊的足筋。

## 物种

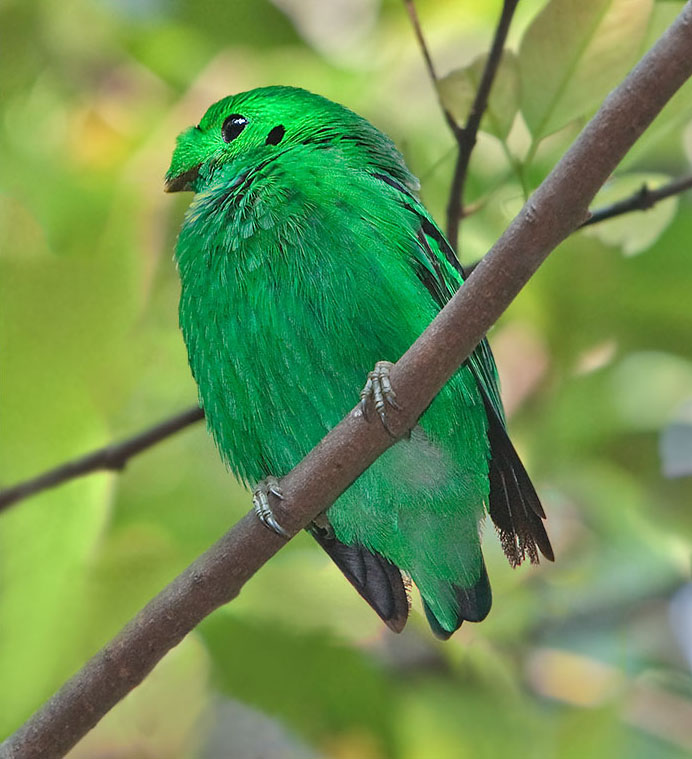
绿阔嘴鸟 Calyptomena viridis

阔嘴鸟科共有5个亚科。
阔嘴鸟科 
- 非洲绿阔嘴鸟亚科 
  - 非洲绿阔嘴鸟属 
    - 非洲绿阔嘴鸟
- 阔嘴鸟亚科  - 典型的亚洲阔嘴鸟
  - 暗阔嘴鸟属 
    - 暗阔嘴鸟 

  - 黑红阔嘴鸟属 
    - 黑红阔嘴鸟 

  - 阔嘴鸟属 
    - 斑阔嘴鸟 
    - 黑黄阔嘴鸟 
    - 肉垂阔嘴鸟 
    - 米沙岛阔嘴鸟 

  - 长尾阔嘴鸟属 
    - 长尾阔嘴鸟 

  - 丝冠鸟属 
    - 银胸丝冠鸟